# Mandens farlige Alder
Mandens farlige Alder er en amerikansk stumfilm fra 1923 af John M. Stahl.

## Medvirkende
- Lewis Stone som John Emerson
- Cleo Madison som Mary Emerson
- Edith Roberts som Ruth Emerson
- Ruth Clifford som Gloria Sanderson
- Myrtle Stedman som Mrs. Sanderson
- James Morrison som Bob
- Helen Lynch som Bebe Nash